# Riksgränsen
Riksgränsen é uma pequena localidade da Suécia, situada na província histórica da Lapônia. Tem cerca de 55 habitantes, e pertence à Comuna de Kiruna. Está situada na proximidade da fronteira da Noruega, a 45 km da cidade norueguesa de Narvik e a 30 km a oeste do vilarejo sueco de Abisko. É atravessada pela estrada europeia E10 (ligando Narvik a Kiruna e Luleå). Tem uma pequena estação ferroviária junto à linha férrea Luleå-Narvik (Linha do Minério). É uma localidade turística, com pistas de esquis, neve abundante e auroras boreais frequentes.

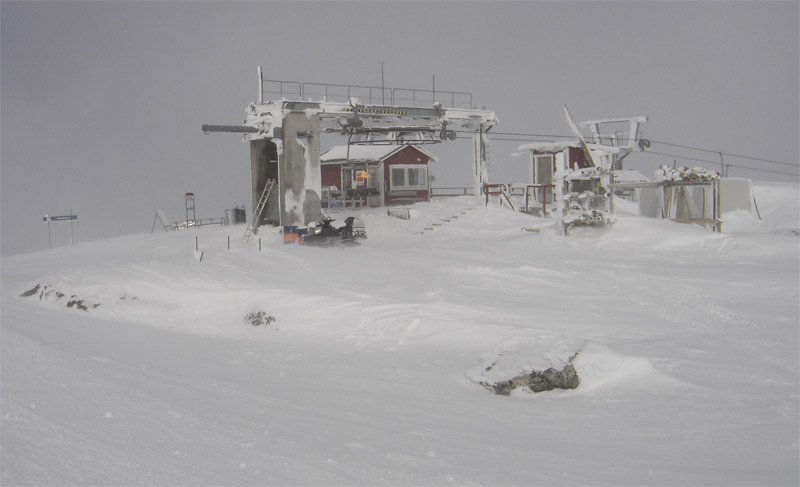
A estância de esquis de Riksgränsen